# Walther Wegscheider
Walther Wegscheider (* 11. April 1954 in Graz) ist ein österreichischer Zahnarzt und Universitätsprofessor. Er ist Leiter der Universitätsklinik für Zahn-, Mund- und Kieferheilkunde am LKH-Universitätsklinikum Graz.

## Leben
Walther Wegscheider war von 1970 bis 1971 Stipendiat in den USA. Nach der Matura 1972 am Akademischen Gymnasium in Graz studierte er Humanmedizin an der Karl-Franzens-Universität Graz, wo 1978 die Promotion zum Doktor erfolgte. 1976 erhielt er das Zahntechnikerdiplom und in der Folge machte er die Ausbildung zum Facharzt für Zahn-, Mund- und Kieferheilkunde an der Universitätsklinik für Zahn-, Mund- und Kieferheilkunde in Graz.
Von 1980 bis 1984 war er als Universitätsassistent und Oberarzt an der Universitätsklinik für Zahn-, Mund- und Kieferheilkunde Graz in der Abteilung
für Prothetik und Werkstoffkunde tätig. 1981 machte er einen Studienaufenthalt an der Universität Tübingen, 1984 an der Universitätsklinik Mainz und 1986 an der Branemark-Klinik Göteborg und 1983 legte er die Prüfung zum Ausbilder für das Zahntechnikergewerbe ab. Es folgte von 1984 bis 1988 eine Tätigkeit als Universitätsassistent an der Abteilung für Restaurative Zahnheilkunde und Parodontologie. 1989 wurde er habilitiert. Seit 1990 leitet er die Arbeitsgruppe für abnehmbare Prothetik und Implantatprothetik.
Von 1999 bis 2002 war er stellvertretender Vorsitzender der Studienkommission Humanmedizin. Seit 2004 ist er Sprecher der Studienkommission
Zahnmedizin und Studienrektor der Medizinischen Universität Graz und ab 2005 war er stellvertretender Leiter der Klinischen Abteilung für Zahnersatzkunde Graz. Wegscheider wurde mit Wirkung vom 1. Oktober 2008 zum Universitätsprofessor für Zahnersatzkunde berufen.
Zudem  war er im erweiterten Vorstand der Österreichischen Gesellschaft für Implantologie in Zahn-, Mund- und Kieferheilkunde. 2012 war er im Beirat des Dachverbandes der Österreichischen Gesellschaft für Zahn-, Mund- und Kieferheilkunde.
Walther Wegscheider schrieb zahlreiche Publikationen über die Zahn-, Mund- und Kieferheilkunde.

## Auszeichnungen
- 1994: Außerordentlicher Universitätsprofessor
- 2001: 2. Preis Friadent Implant Dentistry
- 2008: Universitätsprofessor